# Borka-Szász Tamás
Borka-Szász Tamás (Szeged, 1973. január 8. –)  magyar közgazdász, hivatalos közbeszerzési tanácsadó, önkormányzati képviselő.

## Tanulmányai
Az érettségi után 1991-ben felvették a József Attila Tudományegyetem (ma már Szegedi Tudományegyetem) Természettudományi Karára, ahol 1996-ban közgazdasági programozó matematikus diplomát, 1999-ben az egyetem Gazdaságtudományi Karán pénzügy-informatika szakon közgazdász diplomát szerzett. Németül középfokon és angolul középhaladó szinten beszél.

## Pályafutása
1995-ben kezdett dolgozni a MOL Nyrt.-nél, ahol hét éven át vállalati szintű informatikai projektek menedzselésével foglalkozott.
2002-től az IFUA Horváth & Partners Kft.-nél tanácsadóként helyezkedett el, majd 2005-től önálló céget alapítva projektmenedzsment szakértőként és hivatalos közbeszerzési tanácsadóként dolgozik.

## Közéleti pályafutása
2002-ben lépett be a Magyar Szocialista Párt Csepeli Szervezetébe, melynek több mint tíz éven át tagja volt. 2006-ban az MSZP jelöltjeként egyéniben önkormányzati képviselőnek választják, 2010 őszén baloldali jelöltként egyedüliként újraválasztják Csepel 14. számú egyéni választókörzetében.
2010 októberében csatlakozott a Gyurcsány Ferenc által életre hívott Demokratikus Koalíció Platformhoz. Mikor pontosan egy évvel később a platform önálló párttá alakult, az új formációhoz is csatlakozott, emiatt kilépett az MSZP-ből, illetve a párt csepeli önkormányzati frakciójából. 2013 óta a Demokratikus Koalíció párt országos elnökségének tagja lett. 2019-ben az erzsébetvárosi 4-es számú választókerületben egyéni körzetben körzetben győzött. A rendőrség 2020. október 16-án áramlopás miatt tartott házkutatást a VII. kerületi önkormányzat épületében. Azt követően Borka-Szász Tamás azonnal lemondott önkormányzati képviselői mandátumáról és kilépett a DK-ból.

## Díjak, elismerések
- Magyar Esélyegyenlőségi Díj 2023.

## Családi háttere
2004 óta házas, két leány és egy fiú gyermek édesapja.